# Цдака, Софи
Софи Цдака (ивр. סופי צדקה‎, род. 26 октября 1975) — израильская актриса, певица и телеведущая самаритянского происхождения.

## Биография
Софи Цдака родилась в семье самаритянского вероисповедания в Холоне, однако в дальнейшем совершила гиюр и покинула самаритянскую общину.
В 2000 году — ведущая, совместно с Эрезом Талем, телешоу на Канале-2 израильского телевидения.
На выборах в Кнессет 2006 года выдвигала свою кандидатуру от Партии зелёных, но партийный список набрал менее проходных 2 %.
В 2007 году актрисой и певицей был записан музыкальный альбом «בראשאת» (Berashat, Берейшит, в самаритянской транскрипции).